# Lucanus planeti
Lucanus planeti es una especie de coleóptero de la familia Lucanidae.

## Distribución geográfica
Habita en Vietnam y Yunnan en (China).